# Hyperion (měsíc)
Hyperion je měsíc planety Saturn. Jeho rozměry jsou 180×140×112,5 kilometrů a od Saturnu je vzdálen průměrně 1 481 100 km.

## Rotace a orbit
Doba jednoho oběhu kolem planety je 21,2766088 dne. Rotace Hyperionu je chaotická.

## Fyzikální charakteristiky
Hmotnost měsíce je odhadována na 1,77×1019 kg. Hyperion má – jako prakticky všechny podobně velké Saturnovy měsíce – velmi nízkou hustotu. Ta je 0,56 g/cm3 a je tedy přibližně poloviční, než je hustota vody. Tato hodnota ukazuje na to, že je složen převážně z ledu jen s malou příměsí hornin a že je velmi pórovitý.
Oproti jiným podobným měsícům má však nízké albedo (odrazivost světla), což naznačuje, že jeho povrch je pokryt aspoň slabou vrstvou tmavého materiálu.

## Objev
Hyperion objevili roku 1848 američtí astronomové W. a G. Bond a nezávisle na nich i britský astronom William Lassell. Pojmenován byl podle Hyperiona, jednoho z 12 Titanů řecké mytologie.

## Průzkum
Hyperion byl několikrát fotografován sondou Cassini ze střední vzdálenosti. První blízký průlet se uskutečnil dne 26. září 2005 ve vzdálenosti 500 km. Další těsné přiblížení provedla sonda Cassini dne 25. srpna 2011, proletěla ve vzdálenosti 25 000 km od Hyperionu. Třetí blízké přiblížení proběhlo 16. září 2011, kdy se přiblížila sonda na 58 000 km. Poslední průlet sondy Cassini se uskutečnil dne 31. května 2015 ve vzdálenosti přibližně 34 000 km.